# Galeodes granti
Galeodes granti is een spinachtige uit de familie van de Galeodidae. 
De wetenschappelijke naam van de soort werd voor het eerst voorgesteld door Reginald Innes Pocock in 1903. De soortaanduiding granti is een eerbetoon aan de Schotse ornitholoog William Robert Ogilvie-Grant (1863 - 1924).

## Verspreidingsgebied
Deze soort komt voor in delen van Afrika en het Midden-Oosten en leeft in de landen Egypte, Ethiopië, Israël, Jemen, Sudan en Syrië.